# 朱慈焴
朱慈焴（1623年—1624年），明熹宗朱由校第二子、母皇貴妃范氏。
朱慈焴出生不久便夭折，天啟年間追封為悼懷太子。